# 출동! 바이오 용사
《출동! 바이오 용사》(出動! 바이오 勇士, 영어: Bionic Six, 바이오닉 식스)는 미국에서 제작된 데자키 오사무 감독의 애니메이션 시리즈로, 1987년부터 1989년까지 텔레비전에서 방영되었다. TMS 엔터테인먼트에 의해 제작되었으며 MCA TV(사명이 1년 뒤 NBC유니버설 텔레비전 디스트리뷰선으로 변경됨)를 통해 첫 배급되었다.